# Ihlenfeldtia
Ihlenfeldtia, nekadašnji maleni biljni rod iz porodice čupavica kojemu su pripadale dvije vrste sukulenata, endema iz Južnoafričke Republike.
Rod je kao novi opisan 1992., a 2017. godine je zajedno s rodom Odontophorus, uključen u rod Cheiridopsis

## Vrste
1. Ihlenfeldtia excavata (L. Bolus) H.E.K. Hartmann → Cheiridopsis excavata L.Bolus
2. Ihlenfeldtia vanzylii (L. Bol.) H.E.K. Hartmann →Cheiridopsis vanzylii L.Bolus